# Людвінув (гміна Малогощ)
Людвінув (пол. Ludwinów) — село в Польщі, у гміні Малогощ Єнджейовського повіту Свентокшиського воєводства.
Населення — 354 особи (2011).
У 1975-1998 роках село належало до Келецького воєводства.

## Демографія
Демографічна структура на день 31 березня 2011 року:
|          | Загалом | Допрацездатний вік | Працездатний вік | Постпрацездатний вік |
| -------- | ------- | ------------------ | ---------------- | -------------------- |
| Чоловіки | 177     | 42                 | 116              | 19                   |
| Жінки    | 177     | 34                 | 105              | 38                   |
| Разом    | 354     | 76                 | 221              | 57                   |